# Рух
 Тази статия е за митичната птица.  За украинската партия вижте Рух (партия).  
Рух (от арабски и персийски език: رخ rokh) e митична птица от средновековния арабски фолклор. Тя е огромна и размахът на крилете ѝ се описва като способен да закрие цялото слънце. Може да пренася цели слонове.
В Близкия изток се счита, че обитава Китай, а в самия Китай считат, че обитава Мадагаскар и близките острови. Тя е хищна птица, обикновено бяла на цвят. Най-знаменитото ѝ споменаване е в „Хиляда и една нощ“ – по време на петото пътешествие на Синдбад, когато тя напада и унищожава цял кораб с моряци като отмъщение за унищожаване на яйцето ѝ.